# Kohlia
Kohlia  (лат.) — род песочных ос из подсемейства Bembicinae (триба Bembicini). Старый Свет, где встречается три вида. Среднего размера осы. Внутренние орбиты глаз почти параллельные. Эпистернальные грудные швы идут вниз почти вертикально до омаулуса в нижне-боковой части груди. Югальная область заднего крыла хорошо развита и обычно крупнее тегул. Вторая субмаргинальная ячейка без стебелька. Брюшко без явного петиоля. Биология не известна. Вероятно, охотятся на цикадовых и гнездятся в земле. Вид Kohlia pavlovskii (Gussakovskij, 1952) известен как ксерофильный обитатель пустынь Средней Азии.
Род был выделен в 1895 году австрийским энтомологом Антоном Хандлиршом и назван им в честь австрийского гименоптеролога Франца Фридриха Коля (F. F. Kohl, 1851—1924). В 1996 году российские гименоптерологи Аркадий Степанович Лелей и Павел Геннадьевич Немков выделили род Kohlia вместе с родами Ammatomus, Handlirschia, Sphecius и Tanyoprymnus в отдельную подтрибу Handlirschiina Nemkov & Lelej, 1996.
- Kohlia cephalotes Handlirsch, 1895 — Южная Африка[1][2]
- Kohlia coxalis Morice, 1897 — Алжир, Египет, Израиль, Марокко, Палестина,[1]
- Kohlia pavlovskii (Gussakovskij, 1952) — Казахстан, Таджикистан, Узбекистан[1][3]
  - =Stizobembex pavlovskii Gussakovskij, 1952